# Rödbrun lövletare
Rödbrun lövletare (Clibanornis rubiginosus) är en fågel i familjen ugnfåglar inom ordningen tättingar.

## Utseende och läte
Rödbrun lövletare är en 17–20 cm lång rostbrun tätting med kraftig och något nedåtböjd näbb. Ovansidan är mörkt kastanjebrun och undersidan olivbrun. På det rostfärgade ansiktet syns en mörk fläck på örat. Fåglar i västligaste och nordöstra delarna av utbredningsområdet kan vara rätt mörka, medan de i västra Amazonområdet och Santa Marta-bergen i Colombia är ljusare. Lätet består av sorgsamma visslingar.

## Utbredning och systematik
Rödbrun lövletare har en vid utbredning från södra Mexiko till Bolivia och Brasilien. Den delas här in i 15 underarter med följande utbredning:
- Clibanornis rubiginosus guerrerensis – subtropiska sydvästra Mexiko (Guerrero och västra Oaxaca)
- Clibanornis rubiginosus rubiginosus – subtropiska östra Mexiko (Veracruz)
- Clibanornis rubiginosus veraepacis – subtropiska norra Guatemala (Alta Verapaz)
- Clibanornis rubiginosus umbrinus – subtropiska södra Mexiko (Chiapas) till norra Nicaragua
- Clibanornis rubiginosus fumosus – subtropiska västra Panama (Chiriquí)
- Clibanornis rubiginosus saturatus – tropiska östra Panama och nordvästra Colombia (Antioquia)
- Clibanornis rubiginosus sasaimae – norra Colombia (övre tropiska Magdalenadalen)
- Clibanornis rubiginosus nigricauda – västra Colombia (Baudóbergen) till västra Ecuador
- Clibanornis rubiginosus cinnamomeigula – tropiska låglänta områden i östra Anderna i Colombia
- Clibanornis rubiginosus caquetae – sydöstra Colombia (Caqueta och Putumayo)
- Clibanornis rubiginosus venezuelanus – tepuier i södra Venezuela
- Clibanornis rubiginosus obscurus – södra Venezuela, Guyanaregionen och norra Amazonområdet i Brasilien
- Clibanornis rubiginosus brunnescens – östra Ecuador (Río Suno-region) och angränsande nordöstra Peru
- Clibanornis rubiginosus moderatus – tropiska nordöstra Peru (San Martín och Loreto)
- Clibanornis rubiginosus watkinsi – sydöstra Peru (Huánuco) till västra Bolivia (La Paz)

Underarterna umbrinus och moderatus inkluderas ofta i veraepacis respektive watkinsi. Tidigare placerades arten i Automolus, men DNA-studier visar att den står nära bambukryparen (Clibanornis dendrocolaptoides) och har därmed flyttats till släktet Clibanornis.

### Släktskap
Rödbrun lövletare placerades tidigare i släktet Automolus, men DNA-studier visar att den står nära bambukryparen (Clibanornis dendrocolaptoides) och har därmed flyttats till släktet Clibanornis.

## Levnadssätt
Rödbrun lövletare hittas i fuktiga städsegröna skogar alternativt skogar med inslag av tall i förberg och bergstrakter. Den håller sig vanligen väl dold i undervegetationen och i tät ungskog, ofta nära raviner och jordbankar varur den gräver sitt bo. Ibland kan den även påträffas födosöka på marken.

## Status och hot
Arten har ett stort utbredningsområde, men tros minska i antal, dock inte tillräckligt kraftigt för att den ska betraktas som hotad. Internationella naturvårdsunionen IUCN listar arten som livskraftig (LC). Beståndet uppskattas till i storleksordningen en halv miljon till fem miljoner vuxna individer.